# Kamienica przy ul. Marszałkowskiej 99 w Warszawie
Kamienica przy ul. Marszałkowskiej 99 – kamienica w Warszawie, położona u zbiegu ulic Marszałkowskiej i Nowogrodzkiej. Wybudowana została w latach 1891–1892 według projektu architekta Bronisława Muklanowicza.
Miała neorenesansową elewację. Była też bardzo podobna do zbudowanego w tym samym czasie budynku przy Marszałkowskiej 86 na rogu z Żurawią.
Krytyk architektury Franciszek Martynowski na łamach „Kuriera Warszawskiego” z 1892 odniósł się do kamienicy pod nr 99:

Obie elewacje są bogate, pretensjonalne i monotonne zarazem. Nie jest to kompozycja artystycznie obmyślana. Coś szablonem nawet trąci; z tem wszystkiem sprawiałaby nawet przyjemne wrażenie, gdyby autor był uniknął paru mocnych grzechów estetycznych, do których zaliczamy niesmaczną ramę okna narożnego na pierwszym piętrze i fatalne rozwiązanie kapiteli okien podbalkonowych drugiego piętra (...) Ale cóż począć z podobnemi grzechami, kiedy architektura współczesna, gorączkowa, spekulacyjna

Podczas II wojny światowej budynek został zniszczony i nie został odbudowany.